# Paläontologisches Museum Nierstein

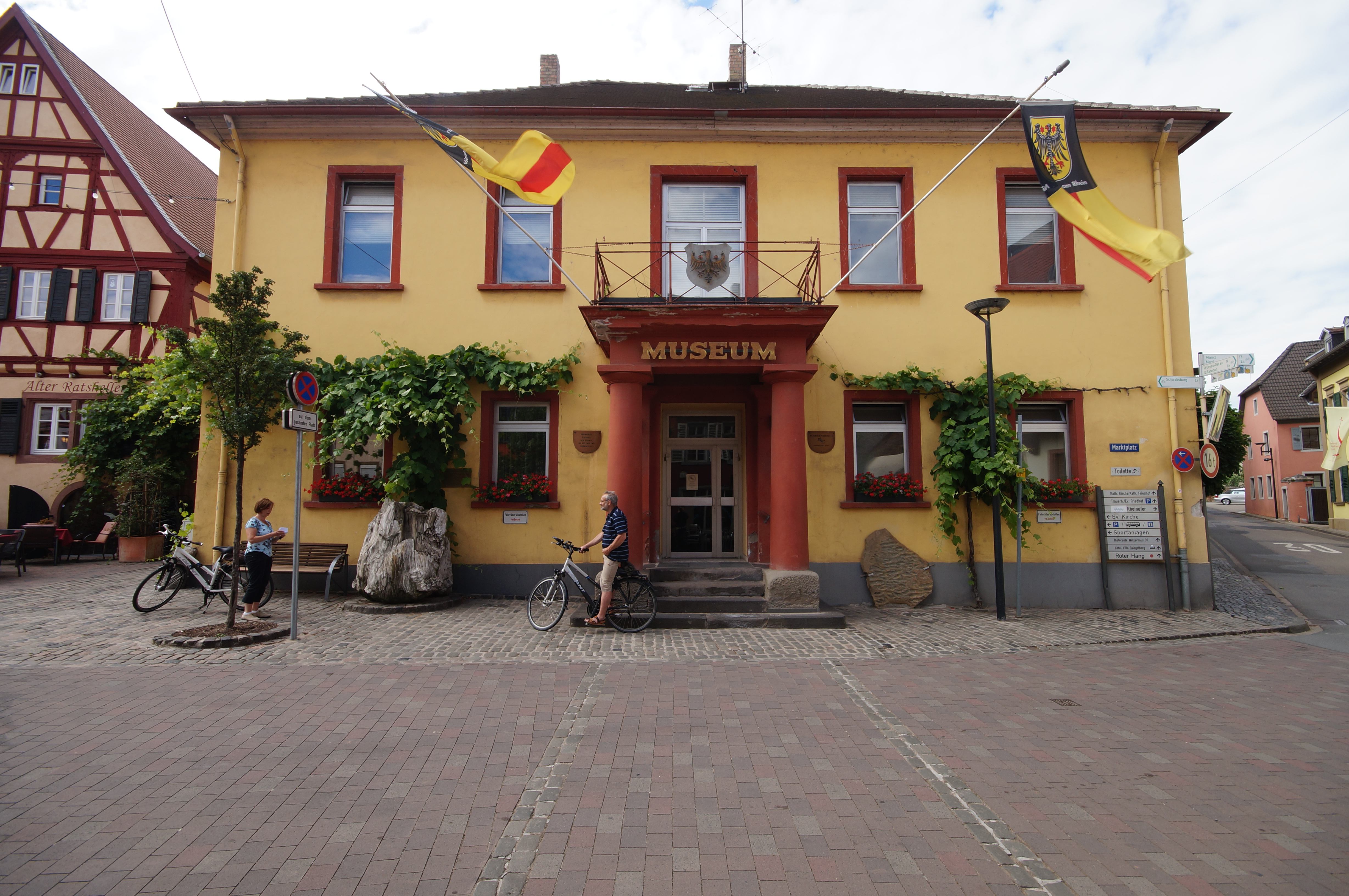
Haupteingang des Paläontologischen Museums Nierstein

Das Paläontologische Museum Nierstein  ist ein von dem Amateurpaläontologen Arnulf Stapf gegründetes Museum, in dem rund 2.000 Fossilien aus unterschiedlichen Epochen ausgestellt werden. Es ist im Alten Rathaus von Nierstein im rheinland-pfälzischen Landkreis Mainz-Bingen untergebracht.

## Der Museumsgründer Arnulf Stapf
Die Geschichte des Paläontologischen Museums begann im Spätsommer 1945. Damals entdeckte der neunjährige Schüler Arnulf Stapf aus Nierstein beim Angeln am Rhein zufällig ein Geröll mit Flittern von Rheingold. Dies war der Auslöser dafür, dass er in der Folgezeit die Gerölle am Rheinufer aufmerksam beobachtete.
Gold fand Arnulf Stapf nicht mehr, aber dafür Muscheln und Schnecken, die ihn bald mehr interessierten als die geangelten Fische. An der Bahnstrecke zwischen Nierstein und Nackenheim stieß Stapf als Zehnjähriger auf Schotter zum Unterbau der Gleisanlagen, die aus dem Abraum des saarländischen Kohlereviers stammten und Pflanzenfossilien aus dem Karbon enthielten.
Während eines Sommerurlaubs bei seinem Onkel in Alzey lernte der Schüler Stapf auch die fossile Tierwelt des Oligozän kennen. Der Untermieter des Onkels hatte den Jungen in die Sand- und Kiesgruben der Alzeyer Umgebung geführt, wo er fossile Haifischzähne, Schnecken und Muscheln bergen konnte.
Fortan ließ Arnulf Stapf die Liebe zu Fossilien nicht mehr los.  Besonders beeindruckte ihn das oft hohe geologische Alter von vielen Millionen Jahren dieser Zeugen der Erdgeschichte. Die elterliche Wohnung in Nierstein erwies sich im Laufe der Zeit zu klein für die immer mehr wachsende Fossiliensammlung.

## Gründung
Der Bürgermeister von Nierstein, Paul Hexemer, erkannte die Bedeutung der Fossiliensammlung von Arnulf Stapf. Nach Fertigstellung des Neuen Rathauses Anfang der 1970er Jahre stellte Hexemer im Alten Rathaus ein Zimmer für die Stapf’sche Sammlung als Ausstellungsraum zur Verfügung.
Dank der Spenden von Privatpersonen und Firmen konnten die ersten Vitrinen angeschafft werden. Der Vater von Arnulf Stapf entwickelte sich zum versierten Museumsführer durch die Ausstellung.
1973 wurde das Paläontologische Museum Nierstein offiziell eröffnet. Es verfügt heute über vier Schauräume im ersten Stock des Alten Rathauses von Nierstein. Die Ausstellung ist seit der Gründung jeden Sonntag geöffnet, der Besuch ist kostenlos.
Beim Suchen von Fossilien kam der Elektriker Arnulf Stapf, der unter anderem Waschmaschinen reparierte, im In- und Ausland mit vielen Gleichgesinnten zusammen. Seine Reisen zu Fossilienfundstätten führten ihn nach Gotland, Schottland, Wales, Frankreich, Belgien, Österreich, in die Tschechoslowakei und nach Nordafrika.

## Förderverein
1974 erfolgte die Gründung des „Vereins der Freunde des Niersteiner Paläontologischen Museums e. V.“. Der Verein hatte 2005 rund 250 Mitglieder, darunter sind engagierte Fossiliensammler und renommierte Wissenschaftler. Die Mitglieder treffen sich an jedem ersten Freitag eines Monats zum Stammtisch und zu wissenschaftlichen Vorträgen.
Zum tüchtigsten Mitstreiter von Arnulf Stapf entwickelte sich sein Sohn Harald, der beruflich als Designer arbeitet. Er barg und präparierte zahlreiche bedeutende Fossilfunde, erwarb sich Verdienste bei der Präsentation des Paläontologischen Museums Nierstein und gilt als renommierter Amateurpaläontologe.

## Ehrungen für Arnulf Stapf
1978 wurde die große Leistung von Arnulf Stapf, zahlreiche Zeugen aus allen Epochen der Erdgeschichte zusammengetragen zu haben und in einem Museum zu zeigen, gewürdigt. Er erhielt das Bundesverdienstkreuz. Auch in die Annalen der Paläontologie ging Arnulf Stapf ein: Nach ihm sind eine fossile Muschel (Chlamys stapfi) aus dem Oligozän und die älteste Eintagsfliege (Misthodotes stapfi) Mitteleuropas aus dem Perm benannt. Über das Paläontologische Museum Nierstein wurde oft in Zeitungen, im Rundfunk und im Fernsehen berichtet.
Arnulf Stapf und sein Sohn Harald führen jeden Sonntag – oder sonst nach Vereinbarung – Besucher kostenlos durch das Paläontologische Museum. Bis 1993 wurde die Ausstellung bereits von mehr als 250.000 Interessierten, darunter vielen Professoren und Studenten, besucht.

## Ausstellung
Das Paläontologische Museum Nierstein präsentiert rund 2000 Fossilien aus allen Perioden der Erdgeschichte. Die Ausstellungsobjekte wurden mehr als 30 Jahre lang allein von Arnulf Stapf und später mit Hilfe seines Sohnes Harald und vieler Freunde zusammengetragen. Schwerpunkte der sehenswerten Schau sind Pflanzen- und Tierfossilien aus der Rotliegend-Zeit (Perm) von Nierstein in Rheinhessen sowie aus dem Saar-Nahe-Gebiet (Odernheim, Jeckenbach, Sobernheim), Fische aus dem Devon von Schottland, Weichtiere aus dem Alttertiär des Pariser Beckens, Insekten und Fische aus dem Tertiär von Süd-Frankreich und Rheinhessen, Pflanzen und Insekten aus dem Pliozän von Willershausen sowie versteinertes Holz aus dem Raum Leipzig.